# Trequíneos
Trequíneos (Trechinae) é uma subfamília de coleópteros da família Carabidae.

## Tribos
- Tribo Bembidiini Stephens, 1827
- Tribo Horologionini Jeannel, 1949
- Tribo Pogonini Laporte, 1834
- Tribo Trechini Bonelli, 1810
- Tribo Zolini Sharp, 1886